# Pere Sagristà i Ollé
Pere Sagristà i Ollé (Reus, Camp de Tarragona, 29 de juny de 1960) és un director de teatre català. Va estudiar a l'Institut del Teatre Interpretació (1979-82) i Direcció escènica (1987-91). Des de fa molts anys, es dedica també a l'ensenyament i a la recerca teatrals.

## Trajectòria professional

### Com a director teatral
- 1991. Petits contes misògins, espectacle basat en el llibre homònim de contes de Patricia Highsmith.
- 1994. El Titot de Georges Feydeau. Estrenada al Teatre Artenbrut de Barcelona.
- 1994. El concurs de Joan Cavallé. Estrenada al Teatre Romea de Barcelona.
- 1994. Totes culpables, espectacle basat en la crònica maternal homònima de Martine Tartour.
- 1994. Obsessions, espectacle basat en contes de Guy de Maupassant. Estrenada al Teatre Tantarantana de Barcelona
- 1995. Hooker, el gos de Shakespeare, espectacle basat en la narració homónima de Leon Rooke.
- 1995. Les confidències d'Annette i Marion, espectacle basat en narracons de Guy de Maupassant.
- 1996. Sin tí. Espectáculo producido por NOBA Producciones, que fue presentado en temporada en el Teatro Liceo de Buenos Aires, con gira por Argentina y España.
- 1996. Diàlegs de cortesanes, espectacle basat en els diàlegs homónims de Pierre Louÿs. Estrenada al Teatre Tantarantana de Barcelona.
- 1998. L'amant. de Harold Pinter. Estrenada al Teatre Artenbrut de Barcelona.
- 1999. Història del zoo d'Edward Albee. Estrenada al teatre Malic de Barcelona.
- 2000. Viatge a la fi del món de Joan Guasp.
- 2000. Trist, com quan la lluna no hi és de Lluís-Anton Baulenas. Estrenada al Teatre Tantarantana de Barcelona.
- 2002. La Tangent de Josep Antoni Baixeras. Estrenada al Teatre Metropol de Tarragona.
- 2003. El nebot d'Offenbach, espectacle musical basat en música d'operetes de Jacques Offenbach. Estrenat al Teatre Bartrina de Reus.
- 2004. La Cupletista, espectacle musical basat en la figura de Càndida Pérez, compositora de cuplets. Estrenat al Teatre Principal d'Olot.
- 2005. Cançons arrevistades del temps de la República, espectacle musical basat amb cançons de peces líriques estrenades al Teatre Espanyol del Paral·lel barceloní per la companyia de Josep Santpere l'any 1932.
- 2006. Del Cuplet al Tango, espectacle basat en la figura de Rossend Llurba, lletrista de cançons.
- 2007. Paral·lel 1936, espectacle basat en cançons de peces líriques estrenades al Paral·lel en temps de la Guerra Civil Espanyola
- 2010. Sexe i gelosia de Marc Camoletti. Estrenada al Guasch Teatre de Barcelona.[2]
- 2013. Mejor sin". Autora: Corinne Maier
- 2013. Ba-ta-clan, de Jacques Offenbach.
- 2017. El Cid de Pierre Corneille, amb la Companyia Lavucal. Traducció de Josep Maria Vidal. Estrenada al Teatre Eòlia, de Barcelona.
- 2017. Les associades del "Club del Úters Penedits", de Corinne Maier. Estrenada a l'Àtic 21 del Teatre Tantarantana.
- 2018. Ca, barret 50!, espectacle basat amb textos i cançons dels espectacles de la companyia Ca, barret que va estrenar-los a la Cova del Drac a la dècada dels anys 60 i 70 del segle xx.
- 2018. El despit amorós de Molière, amb la Jove Companyia de Teatre en Vers de Barcelona. Estrenada al Teatre Eolia.
- 2018. Fedra de Jean Racine. Traducció de Bonaventura Vallespinosa, amb la Jove Companyia de Teatre en Vers de Barcelona. Estrenada al Teatre Eòlia.
- 2019. Molière de Carlo Goldoni. Traducció de Josep Maria de Sagarra, per la companyia El Vers Retrobat. Estrenada al Teatre Eòlia de Barcelona.
- 2019. Tartuf de Molière. Traducció de Bonaventura Vallespinosa, per la companyia El Vers Retrobat. Estrenada al Teatre Eòlia de Barcelona.
- 2021. L'Hostal de l'amor, de Ferran Soldevila, per la companyia El Vers Retrobat, dins la Tercera edició del Fest(i)Vers (Festival de Teatre en Vers de Barcelona.) Estrenada al Teatre Eòlia de Barcelona
- 2021. L'Hostal de la Glòria, de Josep Maria de Sagarra, per la companyia el Vers Retrobat, dins la Tercera edició del Fest(i)Vers (Festival de Teatre en Vers de Barcelona.) Estrenada al Teatre Eòlia de Barcelona.
- 2022. El Misantrop, de Molière. Traducció inèdita de Bonaventura Vallespinosa. Estrenada per la companyia El Vers Retrobat, a la Sala Dau al Sec de Barcelona.
- 2024. Cròniques del Barri Xinès de Barcelona. Idea, dramatúrgia i direcció escènica. Estrenada al Teatre Eòlia de Barcelona.

## Publicacions
- 2007. Del cuplet al tango. Un passeig per la vida i obra de Rossend Llurba i Tost (1887-1954). Article dins de: El Poble-sec. Retalls d'història. Les ressenyes del CERHISEC, núm. 8
- 2009. Paral·lel 1936. Remembrança de l'últim intent d'un Teatre Líric Català. Article dins de: El Poble-sec. Retalls d'història. Les ressenyes del CERHISEC, núm. 9